# Mézeray (Sarthe)
Pour les articles homonymes, voir Mézeray.
Mézeray est une commune française, située dans la région Pays de la Loire, dans le département de la Sarthe et dans le canton de Malicorne-sur-Sarthe. La commune de Mézeray était rattachée depuis le 16 décembre 1994 à la communauté de communes du Pays Malicornais. Après la dissolution de cette dernière au 1er janvier 2014, la commune fait partie, depuis cette même date, de la communauté de communes du Val de Sarthe.
La commune de Mézeray est riche de 50 kilomètres de chemins de randonnée intégralement répertoriés dans les guides départementaux. En 2010, Mézeray s'est vu décerner le label « chemins équestres ».
En 2022, la commune comptait 1 853 habitants (les Mézeréens).
La commune fait partie de la province historique du Maine, et se situe dans le Haut-Maine (Maine blanc).

## Géographie
Située à 28 km au sud-ouest du Mans, la commune de Mézeray est traversée par la Vézanne, un petit affluent de la Sarthe. Son bocage et l’alternance des zones boisées, des parcelles cultivées, des prairies ainsi que ses nombreux chemins créent l'attrait des 3 295 ha que comporte la commune.

### Communes limitrophes
| Noyen-sur-Sarthe     | Saint-Jean-du-Bois  | La Suze-sur-Sarthe       |
| Malicorne-sur-Sarthe | Mézeray             | Cérans-Foulletourte      |
|                      | Courcelles-la-Forêt | La Fontaine-Saint-Martin |

### Transports
Les Transports interurbains de la Sarthe (les TIS) assurent une liaison régulière avec la ligne 6 pour, entre autres, La Flèche ou Le Mans.

### Climat
Pour des articles plus généraux, voir Climat des Pays de la Loire et Climat de la Sarthe.
En 2010, le climat de la commune est de type climat océanique dégradé des plaines du Centre et du Nord, selon une étude du CNRS s'appuyant sur une série de données couvrant la période 1971-2000. En 2020, Météo-France publie une typologie des climats de la France métropolitaine dans laquelle la commune est exposée à un climat océanique et est dans la région climatique  Moyenne vallée de la Loire, caractérisée par une bonne insolation (1 850 h/an) et un été peu pluvieux. 
Pour la période 1971-2000, la température annuelle moyenne est de 11,4 °C, avec une amplitude thermique annuelle de 14,4 °C. Le cumul annuel moyen de précipitations est de 667 mm, avec 11,3 jours de précipitations en janvier et 6,4 jours en juillet. Pour la période 1991-2020, la température moyenne annuelle observée sur la station météorologique de Météo-France la plus proche, sur la commune de Luché-Pringé à 15 km à vol d'oiseau, est de 12,4 °C et le cumul annuel moyen de précipitations est de 658,2 mm,. Pour l'avenir, les paramètres climatiques de la commune estimés pour 2050 selon différents scénarios d'émission de gaz à effet de serre sont consultables sur un site dédié publié par Météo-France en novembre 2022.

## Urbanisme

### Typologie
Au 1er janvier 2024, Mézeray est catégorisée commune rurale à habitat dispersé, selon la nouvelle grille communale de densité à sept niveaux définie par l'Insee en 2022.
Elle est située hors unité urbaine. Par ailleurs la commune fait partie de l'aire d'attraction du Mans, dont elle est une commune de la couronne,. Cette aire, qui regroupe 144 communes, est catégorisée dans les aires de 200 000 à moins de 700 000 habitants,.

### Occupation des sols
L'occupation des sols de la commune, telle qu'elle ressort de la base de données européenne d’occupation biophysique des sols Corine Land Cover (CLC), est marquée par l'importance des territoires agricoles (63,3 % en 2018), en diminution par rapport à 1990 (64,5 %). La répartition détaillée en 2018 est la suivante : 
prairies (39,7 %), forêts (34,5 %), zones agricoles hétérogènes (17,7 %), terres arables (5,9 %), zones urbanisées (2 %), milieux à végétation arbustive et/ou herbacée (0,2 %). L'évolution de l’occupation des sols de la commune et de ses infrastructures peut être observée sur les différentes représentations cartographiques du territoire : la carte de Cassini (XVIIIe siècle), la carte d'état-major (1820-1866) et les cartes ou photos aériennes de l'IGN pour la période actuelle (1950 à aujourd'hui).

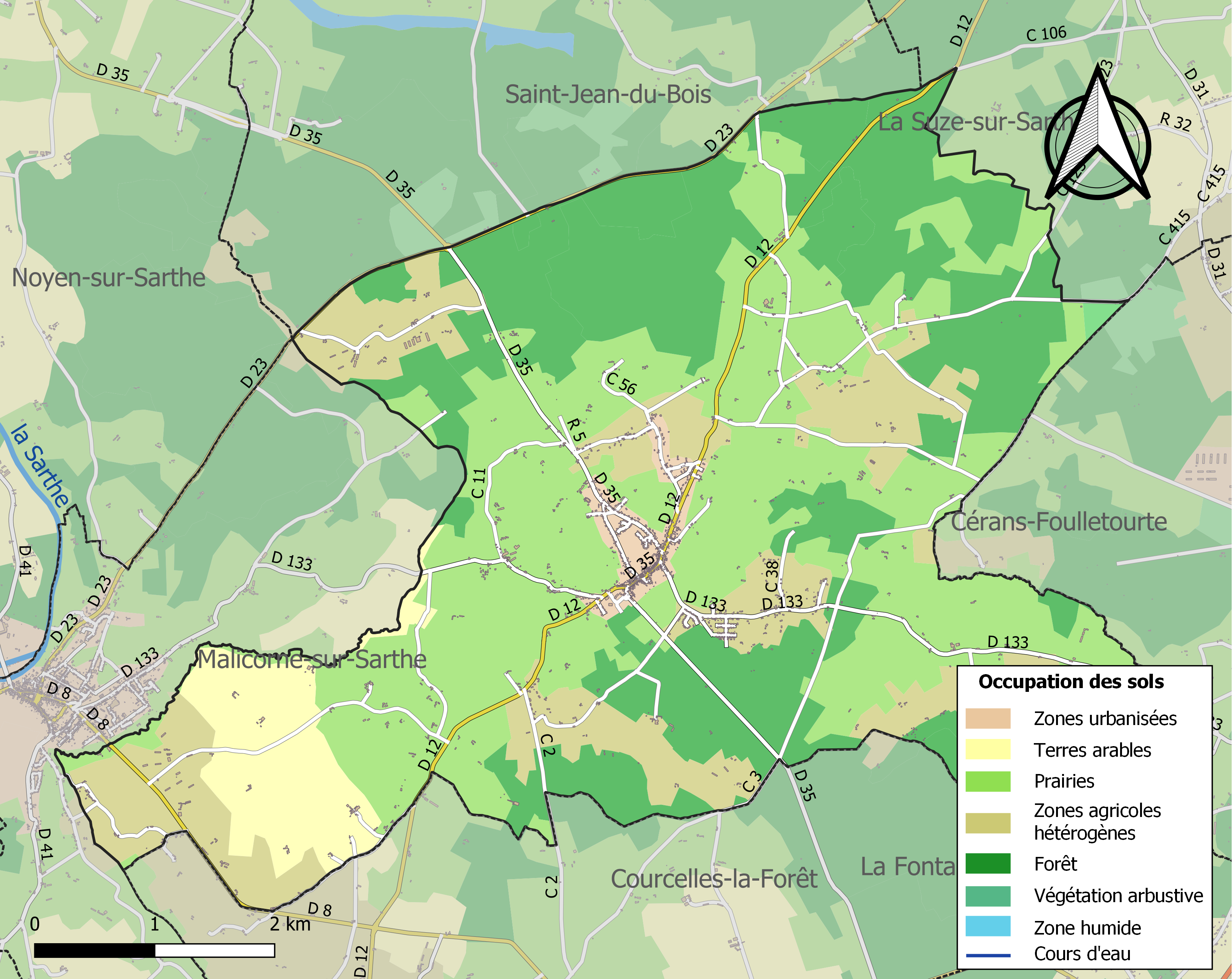
Carte des infrastructures et de l'occupation des sols de la commune en 2018 (CLC).

## Histoire
Mézeray, du latin Miserius (misère) apparaît dans des documents datés de 1099. « Misère » car Mézeray possède une terre non propice à l'agriculture intensive. Le village fut donc appelé ainsi pour marquer le manque de ressource agricole. Mais il est probable que cette étymologie n'est qu'une explication populaire. Cf. la toponymie de Maizières-lès-Metz, par exemple.
À la limite des anciennes provinces du Maine et de l'Anjou, les habitants ont mené une vie laborieuse, à l'écart des grands faits historiques. Le bourg de Mézeray fut cependant pillé par deux fois :
- la première fois en décembre 1793, pendant la virée de Galerne lors de la première bataille du Mans ;
- la seconde fois en janvier 1871, lors de la seconde bataille du Mans.

En 1989, le problème du remembrement s'est posé sur la commune de Mézeray. La municipalité a pris à cette époque la décision de ne pas effectuer de remembrement, permettant ainsi une activité touristique basée sur la randonnée et le tourisme vert.
Le village de Mézeray a connu un exode rural important à partir des années 1960. Cependant, au début des années 2000, la tendance s'est considérablement inversée. En effet, entre le recensement de 1999 (1487 hab) et celui de 2011 (1834 hab) environ 400 personnes ont choisi Mézeray comme lieu de résidence. L’existence de nombreux services et commerces n'y est pas étrangère.

## Politique et administration
| Période                                  | Période   | Identité          | Étiquette | Qualité              |
| ---------------------------------------- | --------- | ----------------- | --------- | -------------------- |
| 1989                                     | mars 2014 | Dominique Bougard | SE        | Cadre mutualiste     |
| mars 2014                                | En cours  | Hervé Fontaineau  | SE        | Conseiller financier |
| Les données manquantes sont à compléter. |           |                   |           |                      |

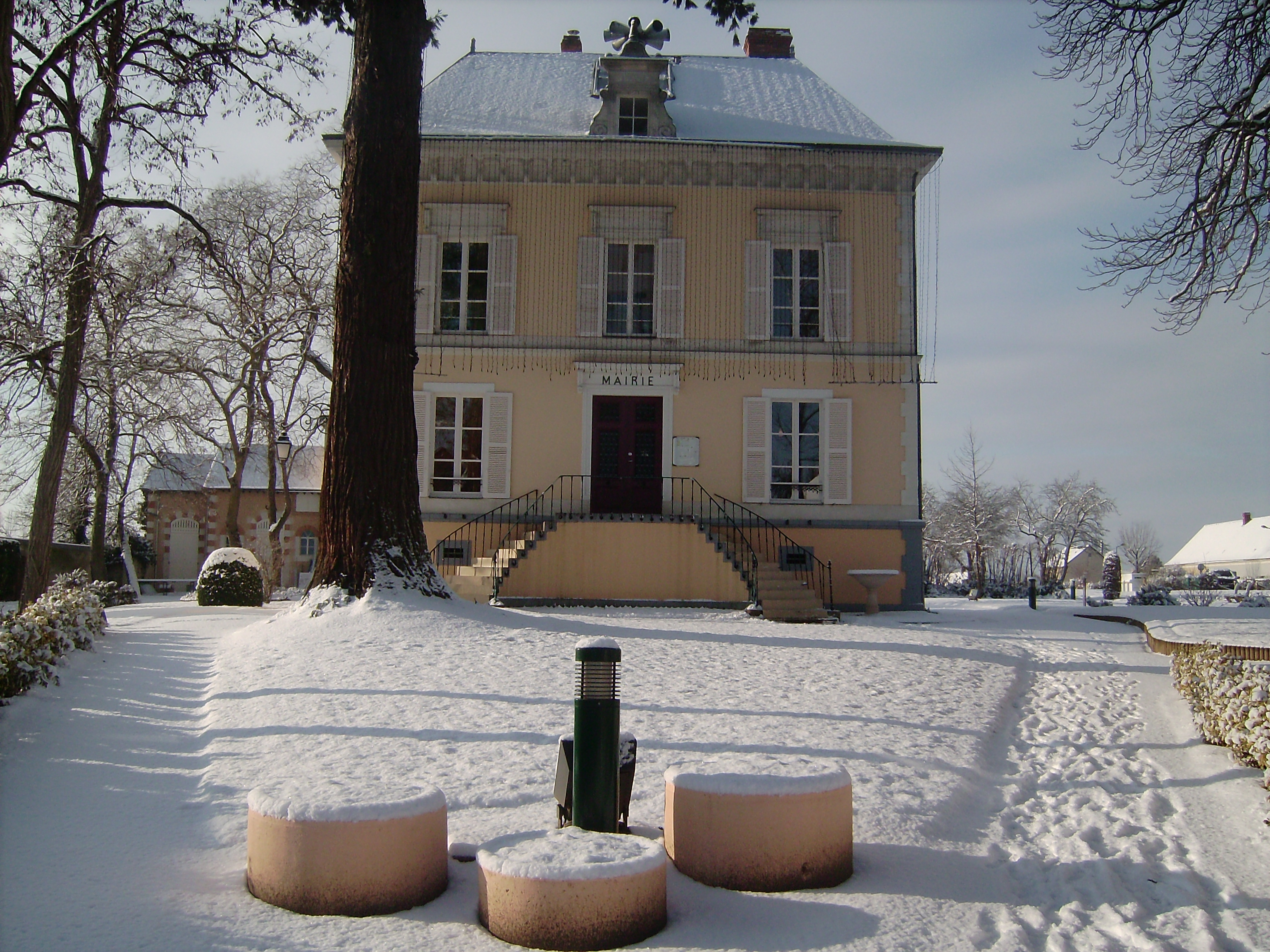
La mairie de la commune sous la neige en janvier 2010.

Le conseil municipal est composé de dix-neuf membres dont le maire et cinq adjoints.

## Démographie
L'évolution du nombre d'habitants est connue à travers les recensements de la population effectués dans la commune depuis 1793. Pour les communes de moins de 10 000 habitants, une enquête de recensement portant sur toute la population est réalisée tous les cinq ans, les populations de référence des années intermédiaires étant quant à elles estimées par interpolation ou extrapolation. Pour la commune, le premier recensement exhaustif entrant dans le cadre du nouveau dispositif a été réalisé en 2005.
En 2022, la commune comptait 1 853 habitants, en évolution de −2,88 % par rapport à 2016 (Sarthe : −0,25 %, France hors Mayotte : +2,11 %).
| 1793  | 1800  | 1806  | 1821  | 1831  | 1836  | 1841  | 1846  | 1851  |
| ----- | ----- | ----- | ----- | ----- | ----- | ----- | ----- | ----- |
| 1 621 | 1 757 | 1 618 | 1 715 | 2 022 | 1 900 | 1 960 | 1 994 | 1 999 |

| 1856  | 1861  | 1866  | 1872  | 1876  | 1881  | 1886  | 1891  | 1896  |
| ----- | ----- | ----- | ----- | ----- | ----- | ----- | ----- | ----- |
| 1 980 | 1 995 | 1 997 | 1 890 | 1 853 | 1 784 | 1 742 | 1 763 | 1 718 |

| 1901  | 1906  | 1911  | 1921  | 1926  | 1931  | 1936  | 1946  | 1954  |
| ----- | ----- | ----- | ----- | ----- | ----- | ----- | ----- | ----- |
| 1 687 | 1 717 | 1 618 | 1 525 | 1 502 | 1 533 | 1 486 | 1 363 | 1 368 |

| 1962  | 1968  | 1975  | 1982  | 1990  | 1999  | 2005  | 2006  | 2010  |
| ----- | ----- | ----- | ----- | ----- | ----- | ----- | ----- | ----- |
| 1 361 | 1 299 | 1 255 | 1 546 | 1 434 | 1 487 | 1 630 | 1 662 | 1 824 |

| 2015  | 2020  | 2022  | - | - | - | - | - | - |
| ----- | ----- | ----- | - | - | - | - | - | - |
| 1 905 | 1 853 | 1 853 | - | - | - | - | - | - |

### Quelques données
Année référence, 1999
- Population active : 675
- Taux de propriétaires : 73.9 %
- Revenu par ménage : 12 479 €
- Soixante-douzième commune de la Sarthe (sur 375) avec 1 487 habitants.

Année référence, 2007
- Nombre de logements : 807
- Taux de chômage des 15-64 ans : 8.5 %
- Revenu par ménage : 18 401 €
- Population municipale : 1696

## Économie et tourisme

### Commerces, services et artisanat
L'ensemble des commerces et services de proximité sont présents à Mézeray. Un médecin et une infirmière officient sur la commune. Un bureau de poste est également présent, sous la forme d'une agence postale communale. Mézeray est également dotée d'un centre d'incendie et de secours, depuis 1911. Enfin, de nombreux artisans exercent sur la commune.
La commune de Mézeray possède également une zone artisanale, la ZA de la Croix Blanche, en direction de La Flèche.

### Tourisme
- Les Mésangères : ferme fortifiée du XVIe siècle qui est maintenant un gîte, principal atout touristique de la commune de Mézeray.
- Ancien atelier de poterie, l'atelier Chaudemanche, accessible lors des journées du patrimoine.
- 50 km de chemins de randonnée intégralement répertoriés dans les guides départementaux.
- Chemin équestre.

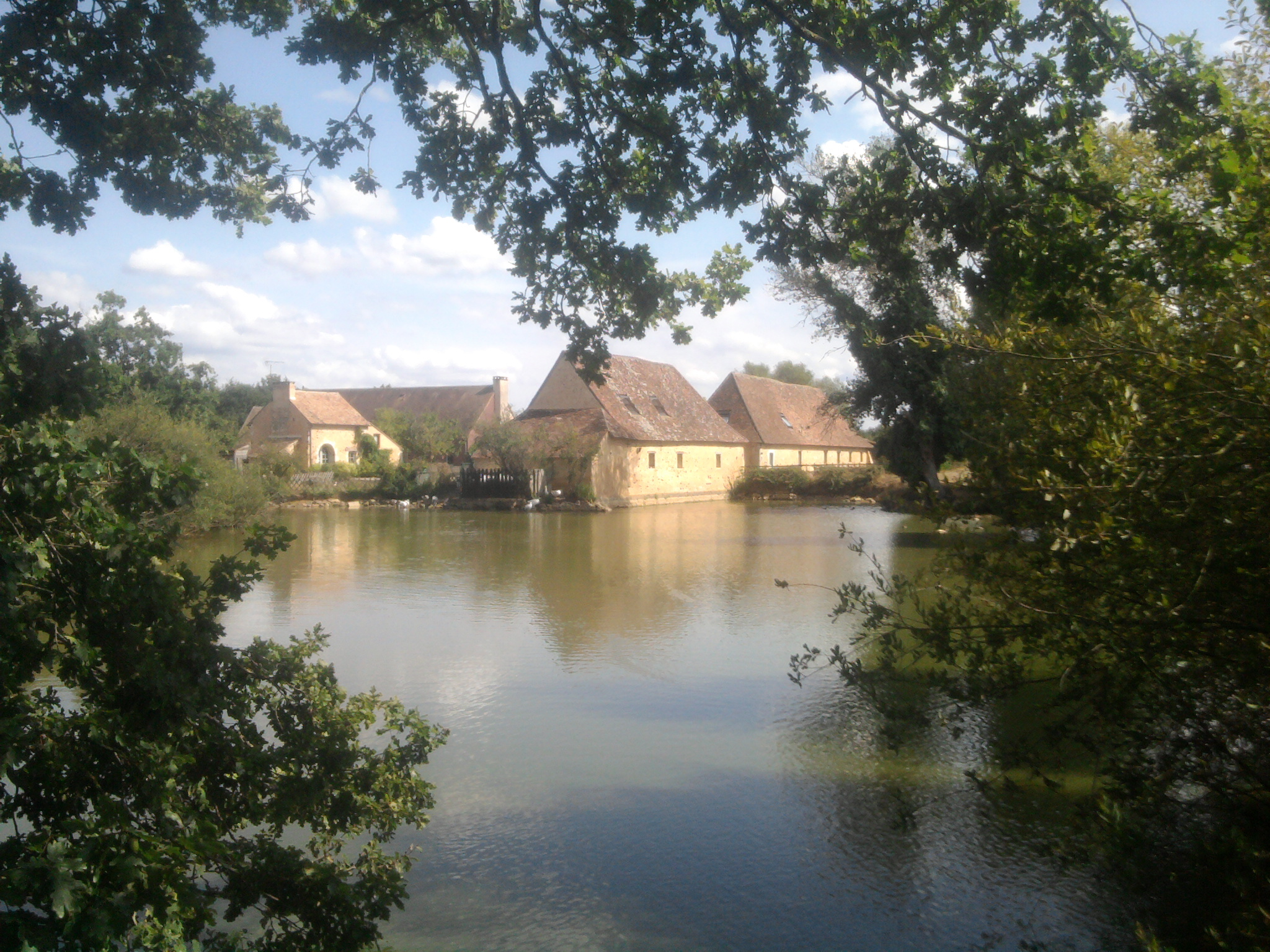
Gite des Mesangères, principal atout touristique de la commune.

## Sapeurs-pompiers

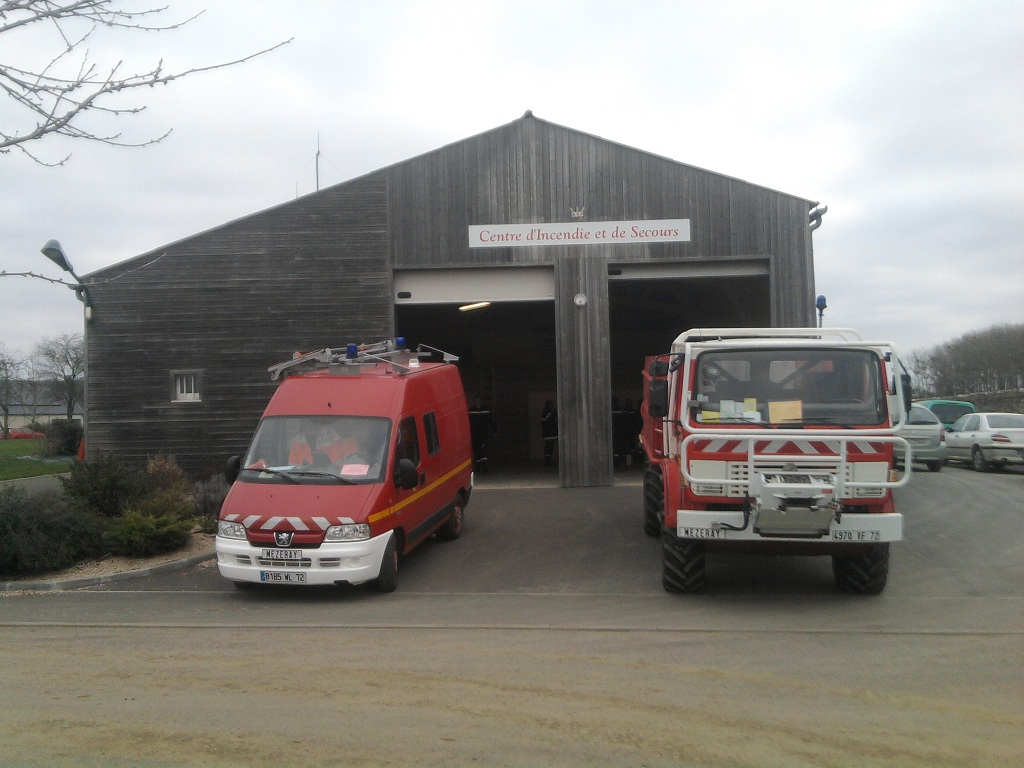
Le centre de secours de Mézeray et ses véhicules.

La commune de Mézeray héberge un centre de secours de premières interventions (CPI). Ce corps des sapeurs-pompiers existe depuis août 1911. D'abord sous le financement de la commune, le centre de secours a été départementalisé (et donc sous le financement du service départemental d'incendie et de secours de la Sarthe (SDIS 72) ) en 2002. Cette même année, il déménage de son local situé derrière l'église Saint-Martin pour rejoindre des locaux neufs et plus grands situés dans la zone artisanale de la Croix-Blanche.
La vingtaine de sapeurs-pompiers du centre de secours de Mézeray[Quand ?], tous volontaires, sont sous le commandement du lieutenant Villaines depuis 2002.
Le CPI Mézeray dispose de deux véhicules :
- un camion-citerne feux de forêts (CCF)
- un véhicule toutes utilités et transport de personnel (VTUTP)

## Équipements sportifs
- Stade de foot avec vestiaires ;
- Deux terrains de tennis ;
- Plusieurs terrains de pétanque ;
- Un local pour pratiquer la boule de fort.

## Équipements sociaux
La commune de Mézeray dispose d'un lotissement social avenue de la Gare et d'appartements sociaux rue Principale.

## Espaces verts
En plus des aires de pique-nique réparties sur les 50 km de chemins de randonnée, Mézeray dispose de plusieurs espaces verts. L'un situé à côté du parking du stade et des terrains de pétanque, rue du Stade. Zones ombragées et tables de pique-nique agrémentent cet espace. Un autre est situé avenue de la Gare, il permet de faire la jonction avec la rue Robinson.

## Enseignement

### École maternelle
École maternelle publique "les P'tits-loups" située rue du Stade. Le bâtiment a subi bon nombre d'agrandissements et de modernisations (le dernier en date est du mois d'octobre 2010 avec la création d'un parking pour sécuriser l'accès et la construction d'une nouvelle classe) afin de pallier l'augmentation du nombre d'habitants. L'école maternelle actuelle n'est autre que l'ancienne école des garçons.

### École primaire
L'école primaire publique René-Busson se situe rue du Stade. Le bâtiment fut créé dans les années 1950. L'école primaire a également subi des modifications (les dernières remontent à 2008) pour pallier l'augmentation de la population et donc des élèves.

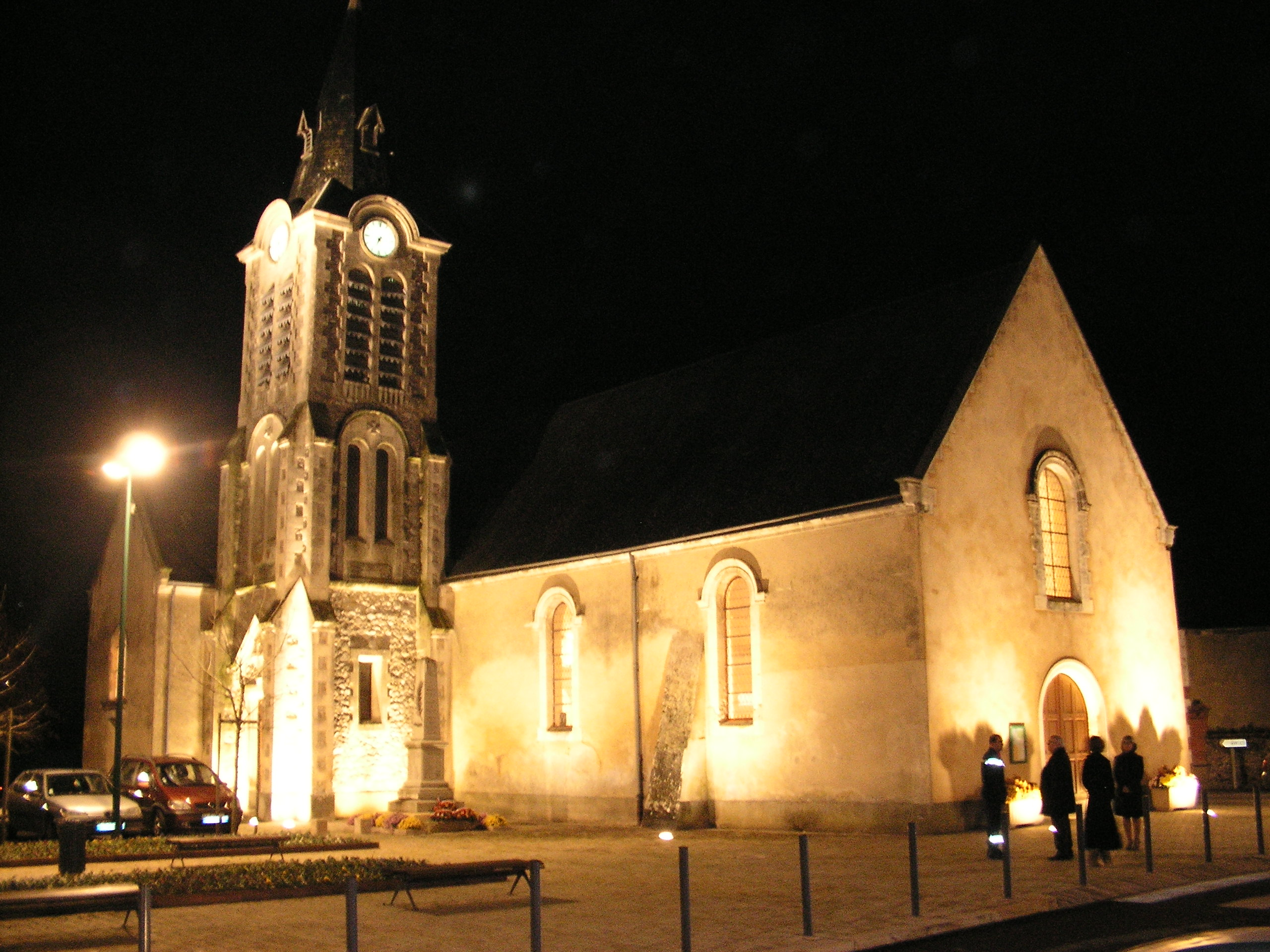
Église Saint-Martin de Mézeray, la nuit.

## Lieux et monuments
Mézeray compte 4 bâtiments d'intérêt :
- L'église Saint-Martin, reconstruite en 1912 par l'architecte A. Carré-Lemaître, à l'emplacement de l'ancienne église, presbytère et cimetière incendiés.
- La chapelle Notre-Dame de la Brosse.
- Le château de la Rafraire.
- La ferme fortifiée des Mésangères, du XVIe siècle.

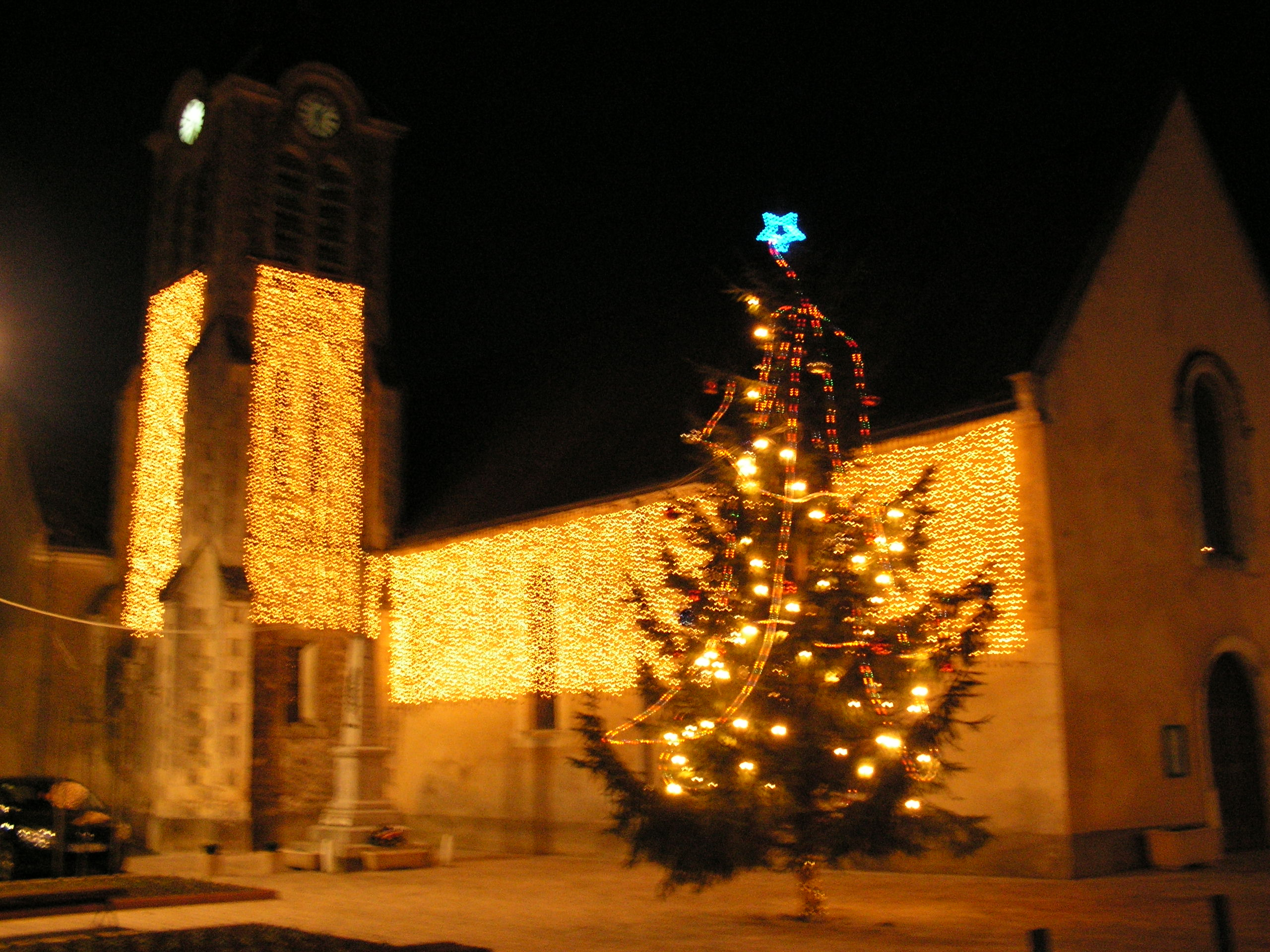
L'église illuminée pour Noël.
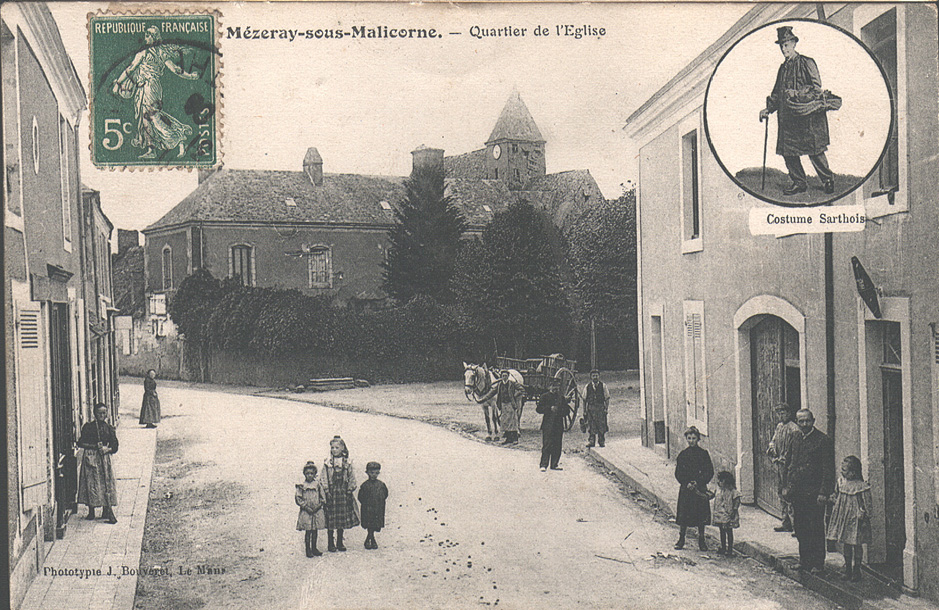
La place et l'ancienne église.
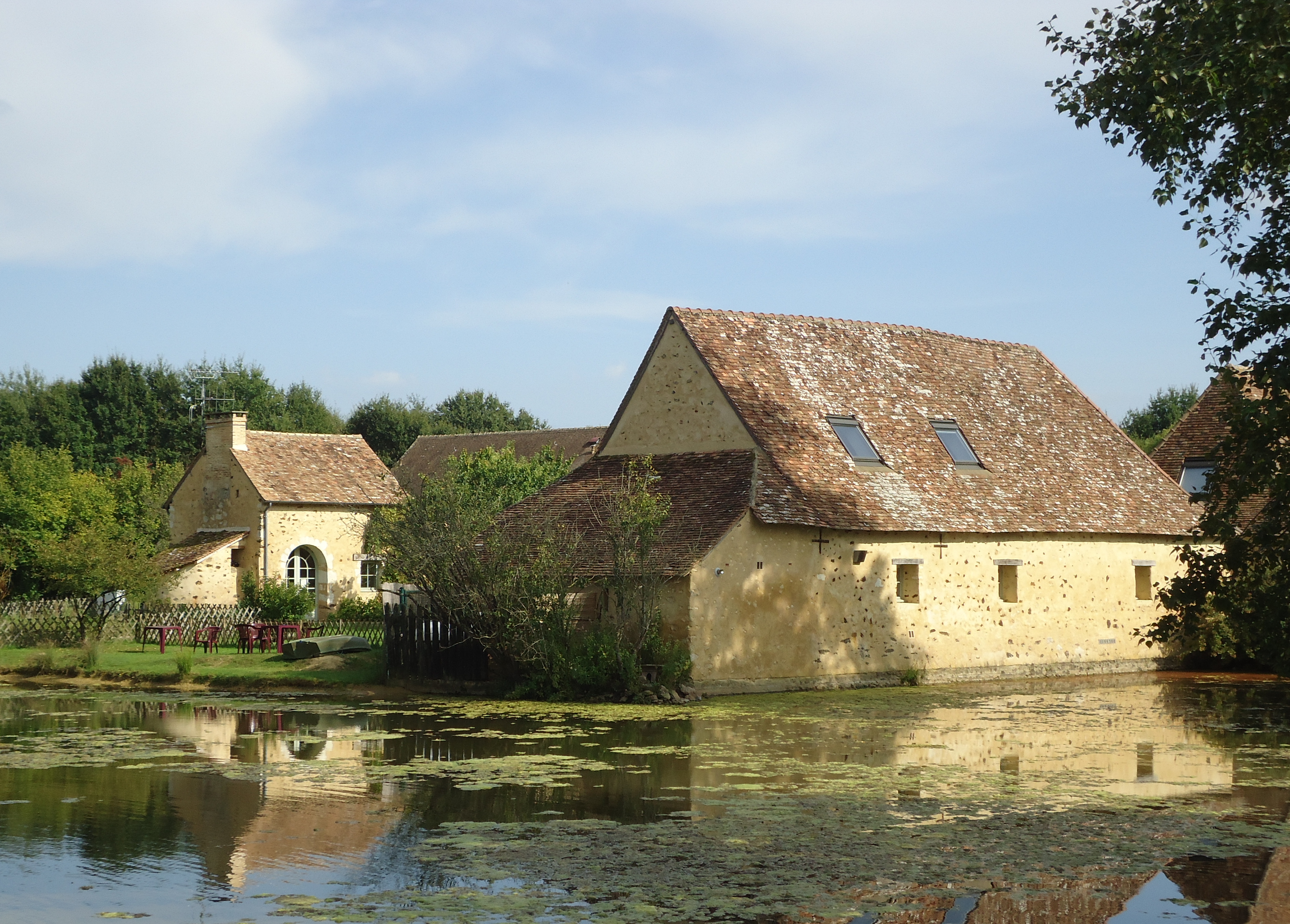
La ferme fortifiée des Mésangères.

## Activité, manifestations, labels

### Sports et jeux
- Société de boule de fort.
- Football club.
- Tennis club.
- Avenir cycliste de Mézeray.

### Manifestations

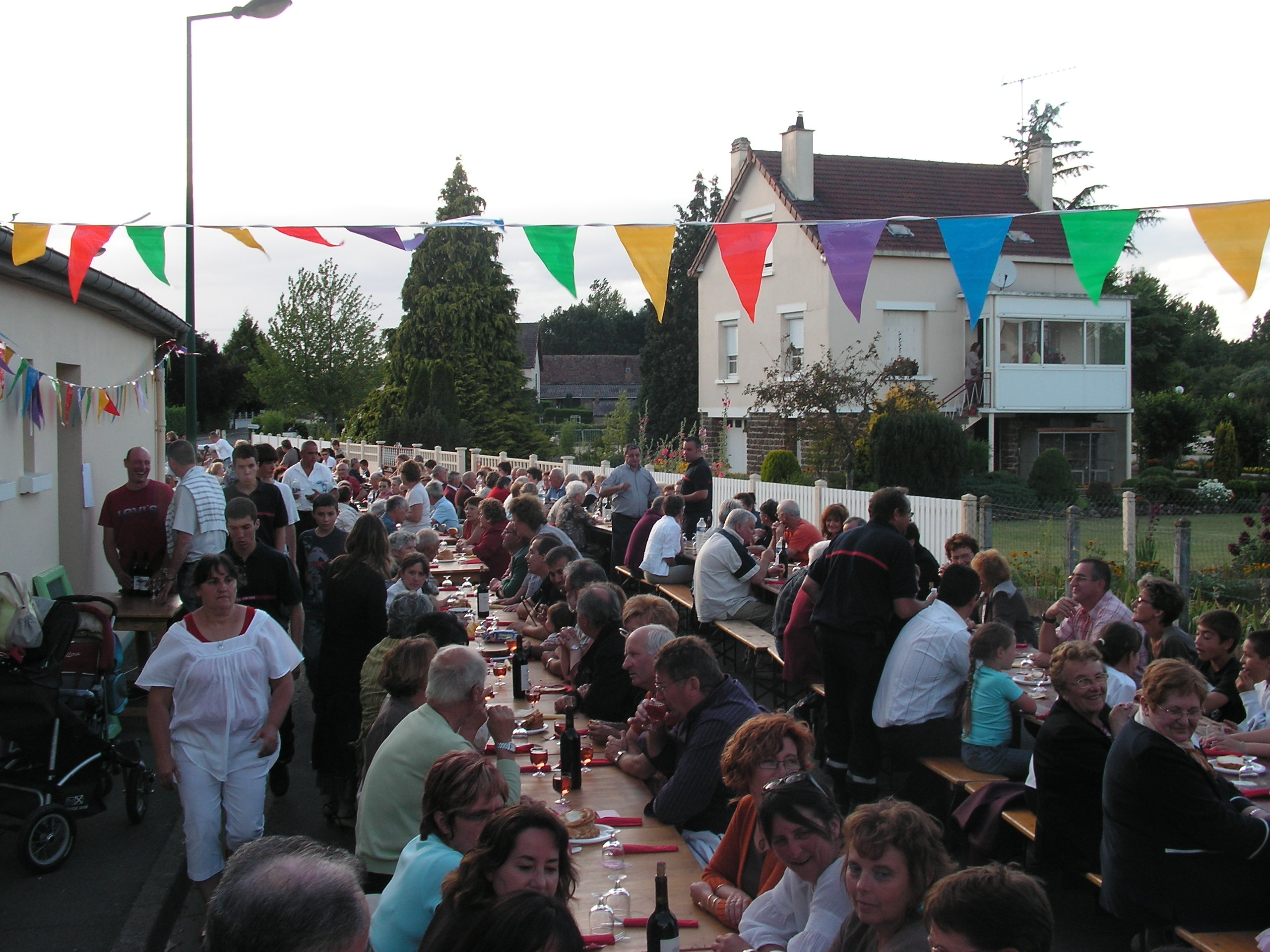
Le 14-Juillet 2009, repas et festivités dans les rues de Mézeray.

- Le 14-Juillet, commun à de nombreuses communes françaises. Défilé des sapeurs-pompiers et de l'harmonie musicale, mise à l'honneur des jeunes de la commune qui se sont distingués par certaines activités (sportives, civiques…), vin d'honneur, repas dans les rues, retraite aux flambeaux, feu d'artifice  et bal populaire.
- Fête du cheval en septembre. Manifestation créée en 2010, celle-ci a pour but de valoriser et de faire connaitre les nombreuses activités équestres de la commune.
- Fête de la musique, repas et musique sur la place de l'Église.

### Label
- Commune labellisée « chemins équestres » (première commune du département à obtenir la labellisation d'un circuit équestre). Circuit équestre inauguré le 26 septembre 2010 lors de la première édition de la fête du cheval organisée par la municipalité de Mézeray.

## Personnalités liées à la commune
- Pierre-Aimé Touchard (1903 à Mézeray - 1987), administrateur de la Comédie-Française de 1947 à 1953.